# Clusia peruviana
Clusia peruviana är en tvåhjärtbladig växtart som beskrevs av Szyszyl.. Clusia peruviana ingår i släktet Clusia och familjen Clusiaceae. Inga underarter finns listade i Catalogue of Life.